# Еврікрат
Еврікрат (дав.-гр. Εὐρυκράτης, д/н — бл. 640 до н. е.) — цар Спарти у 665—640 роках до н. е. (за іншою хронологією — 720/714—690 роках до н. е.).

## Життєпис
Походив з династії Агіадів. Син царя Полідора. Його панування приходилося на кінець Першої Мессенської війни. Зберігав мирні відносини з усіма сусідами, політична ситуація всередині країни також була стабільна.
Йому спадкував син Анаксандр.